# Лыкошино (станция)
Лыко́шино — бывшая железнодорожная станция на линии Санкт-Петербург — Москва, находится в посёлке Лыкошино (Бологовский район Тверской области).

## История

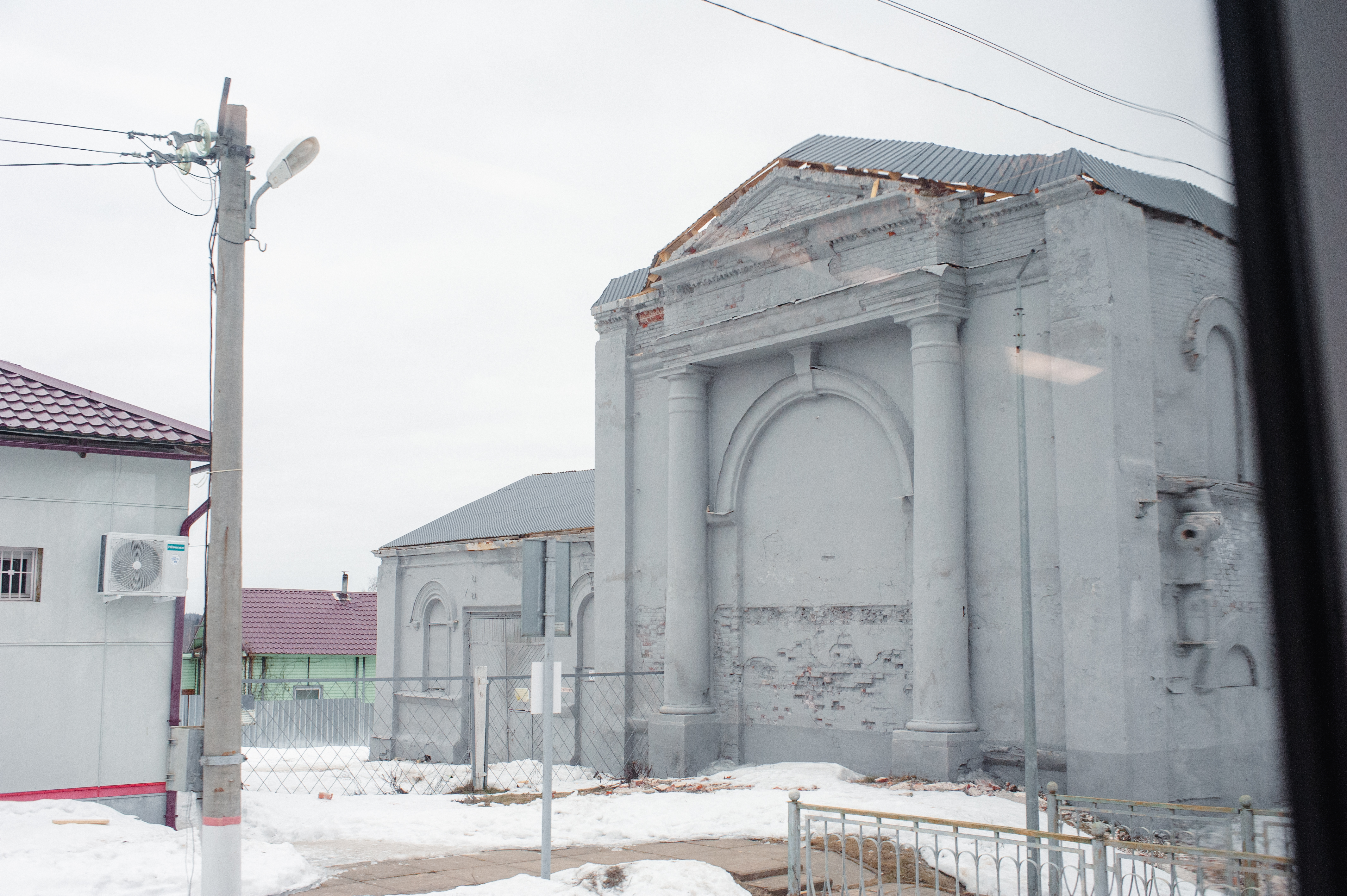
Башня на станции Лыкошино (2024)

Станция, III класса, была открыта  1 (13) ноября 1851 года, под названием - Валдайская, в составе Санкт-Петербурго-Московской железной дороги. Название станции происходит от дороги в г. Валдай и было утверждено приказом МПС № 227 от 21 декабря 1850 года.  После переименовании дороги 8 (20) сентября 1855 года, станция в составе Николаевской железной дороги, а в 1863 году  получила официальное название в создаваемой сети железных дорог - Валдайка.

Первоначально на станции было построено две каменные водонапорные башни ( одна из которых сохранились до наших дней ), две деревянные высокие платформы и два пассажирских дома , по обеим сторонам от путей. В 1890 году в связи с удлинением состава поездов, пассажирские платформы были удлинены.

После постройки железной дороги от Бологое до Пскова через г. Валдай, где была построена станция Валдай, было решено, чтобы избежать путаницы, станцию Валдайка Николаевской жд переименовать в станцию Лыкошино с 1 мая 1899 года.

С 27 февраля 1923 года, после переименовании дороги, станция в составе Октябрьской железной дороги, приказом НКПС № 1028 от 20 августа 1929 года станция в составе Октябрьских железных дорог, с 1936 года станция в составе Октябрьской железной дороги.

Согласно тарифному руководству № 4 от 1965 года, станция производит операции по приёму и выдачи повагонных грузов, допускаемых к хранению на открытых площадках, по хранению грузов повагонными и мелкими отправками, загружаемых целыми вагонами на подъездных путях и местах необщего пользования, продажа билетов на все пассажирские поезда, приём и выдача багажа.

В 1971 году станции присвоен код ЕСР № 0652, 1975 году присвоен новый код ЕСР № 06520, с 1985 года по 2001 год код АСУЖТ (ЕСР) № 053205, на 2021 год код АСУЖТ (ЕСР) № 053258. В 1982 году станции присвоен код Экспресс-2 № 20577, с 1994 года новый код Экспресс-3 № 2004577.

Станция практически прекратила работу в начале 2000-х гг. Сейчас это, скорее, реконструированная платформа. Уничтожены некоторые очень ценные постройки, в том числе последний деревянный вокзал 3-го класса из числа ранних станционных сооружений дороги. Однако ещё сохраняется (также последнее на дороге) водоемное здание 3-го класса.